# Mýtský vrch
Lesnatý kopec Mýtský vrch vysoký 538 m n. m. v Křivoklátské vrchovině se nachází na katastru Těškova, zhruba 11 km severovýchodně od města Rokycany a si 1,1 km od Mýta v Plzeňském kraji.

## Paleontologická lokalita
Mýtský vrch není výraznou dominantou krajiny, avšak je pozoruhodný jako paleontologická lokalita, neboť je zde naleziště zkamenělin, tzv. Řevnických křemenců. [zdroj?]Na vrchol nevede žádná značená ani neznačená cesta.